# آرامگاه فضل بن شاذان
بقعه فضل بن شاذان مربوط به دوره تیموریان - دوره صفوی است و در نیشابور، شرق میدان بهشت فضل واقع شده و این اثر در تاریخ ۱۰ خرداد ۱۳۸۲ با شمارهٔ ثبت ۸۹۵۶ به‌عنوان یکی از آثار ملی ایران به ثبت رسیده است.

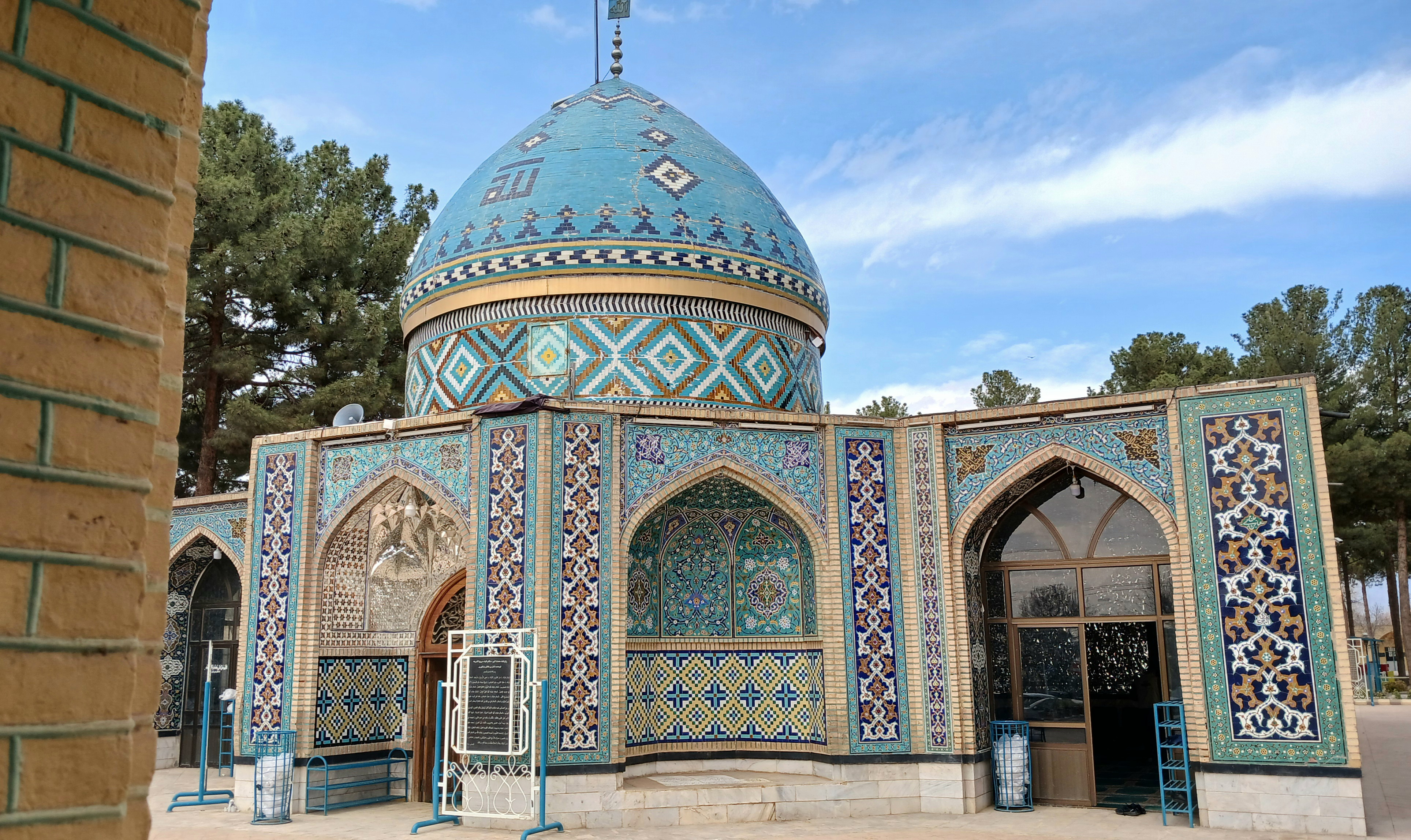
نمای عمومی آرامگاه

## نگارخانه

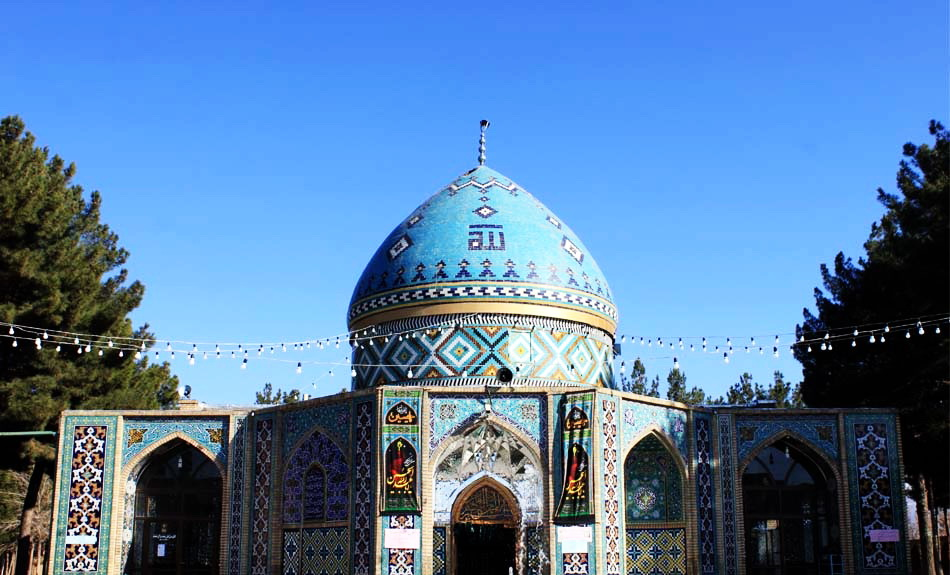
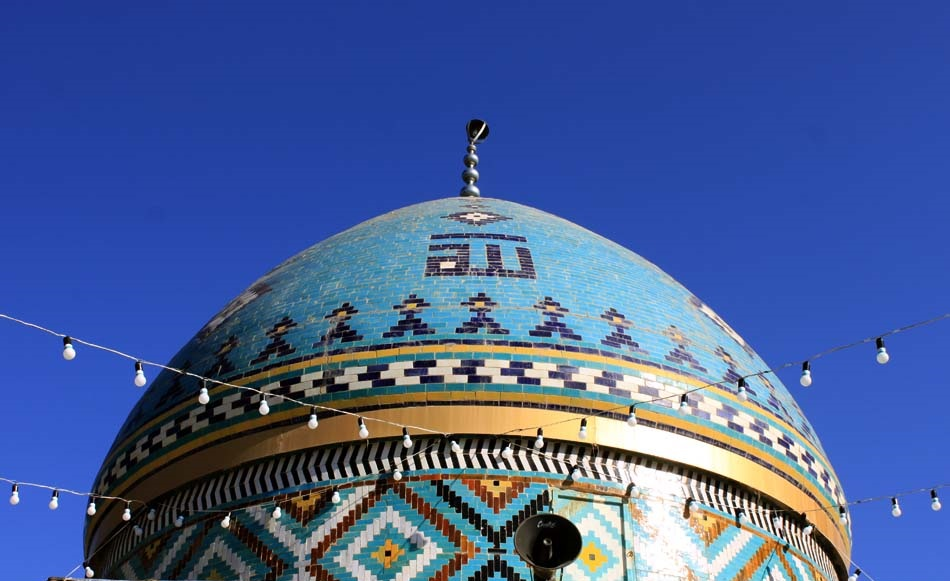
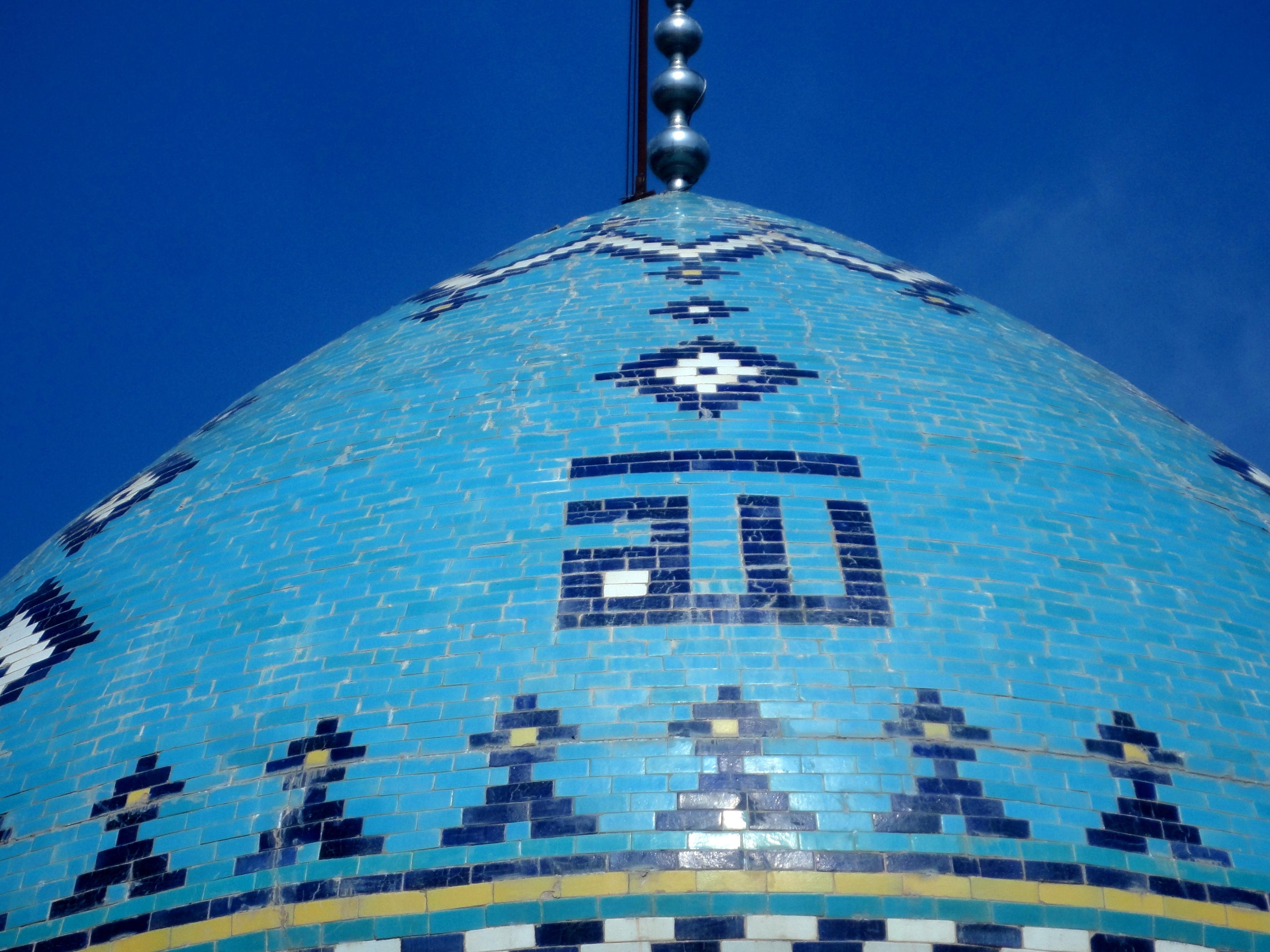
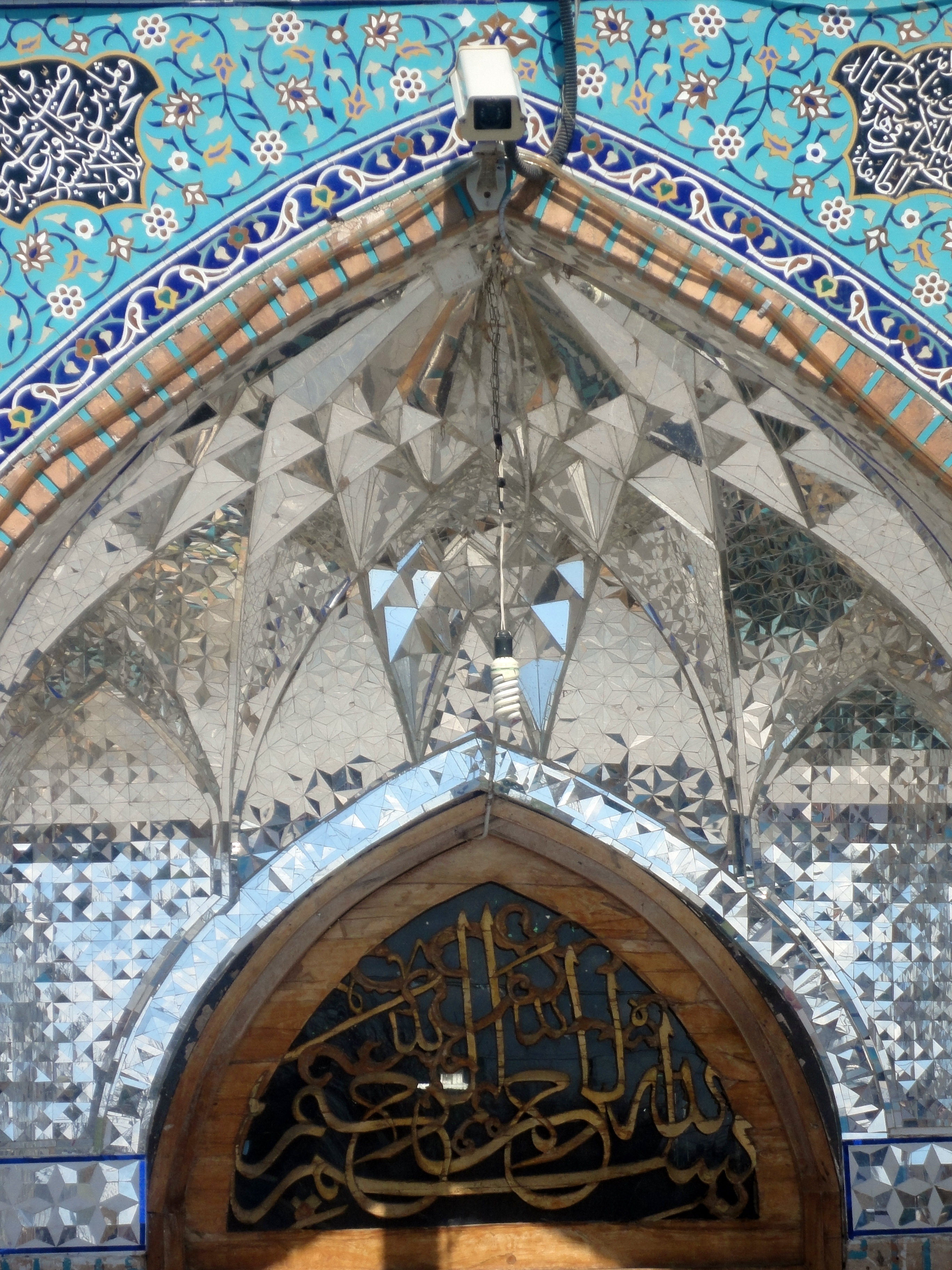
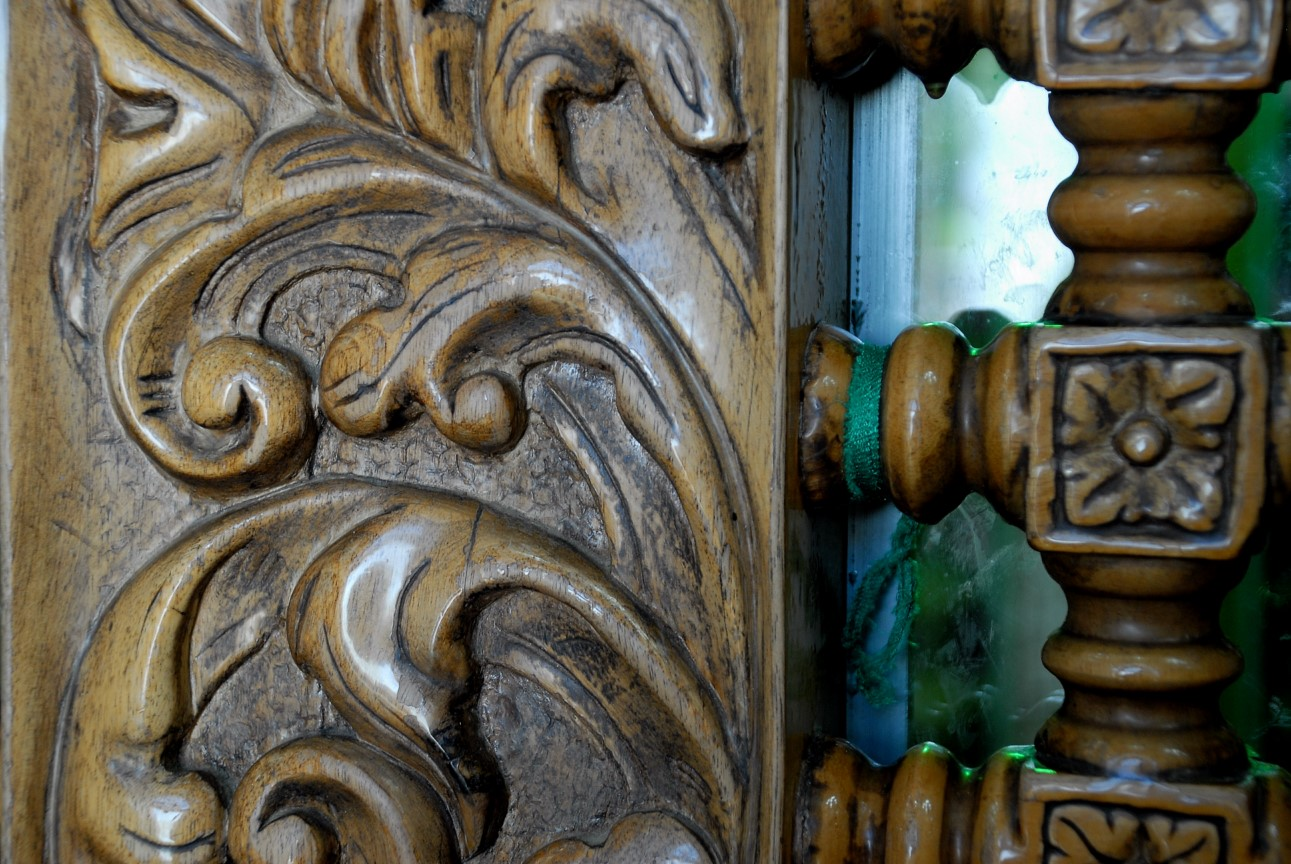
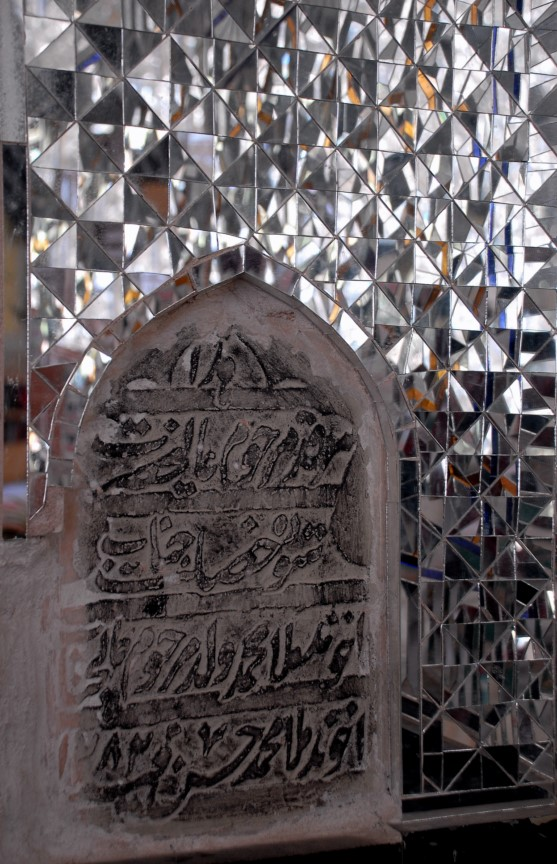
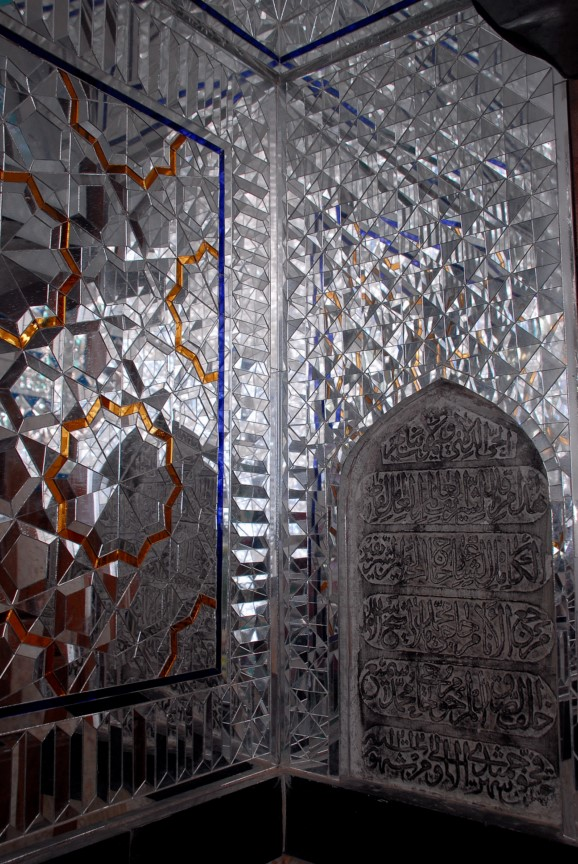
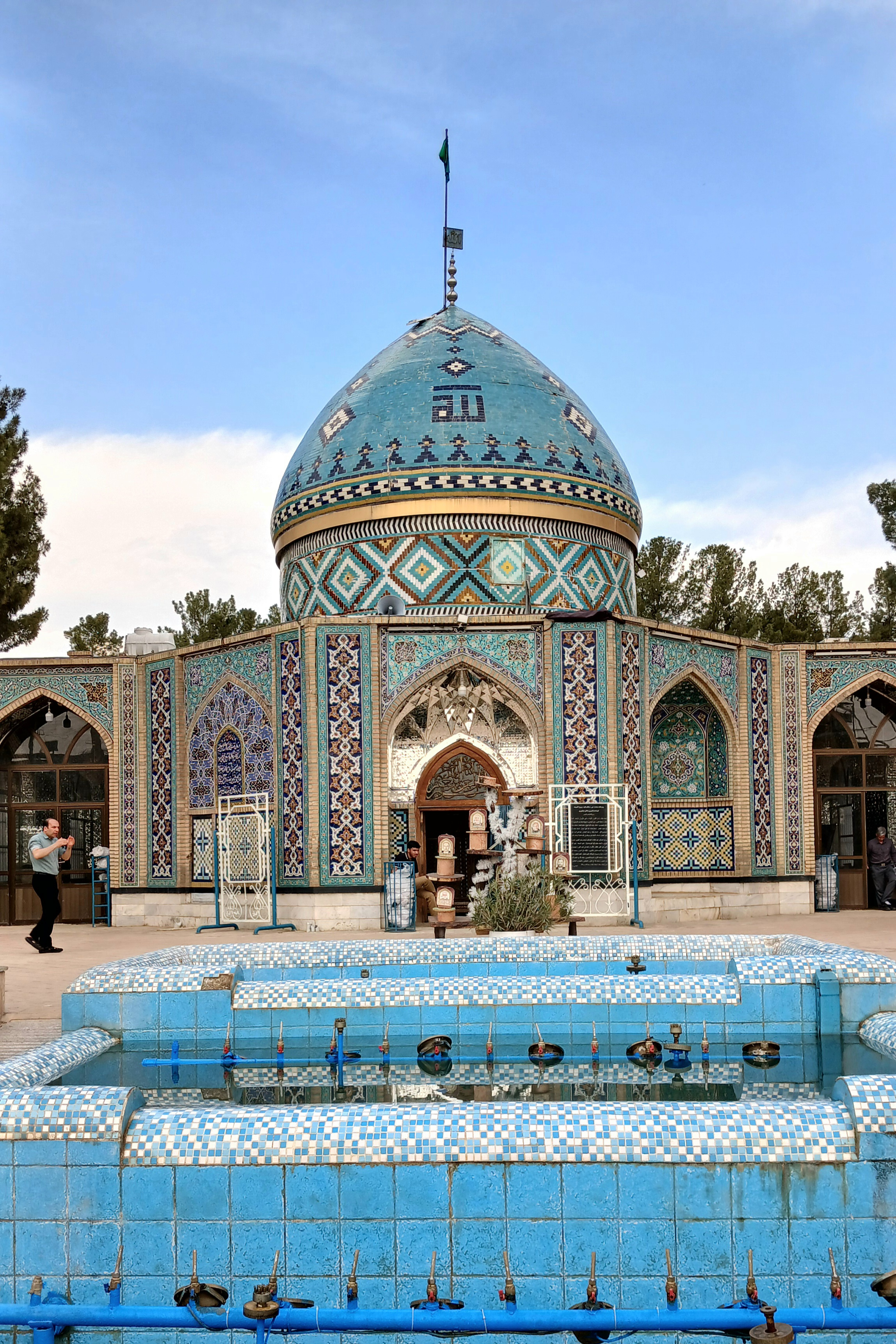
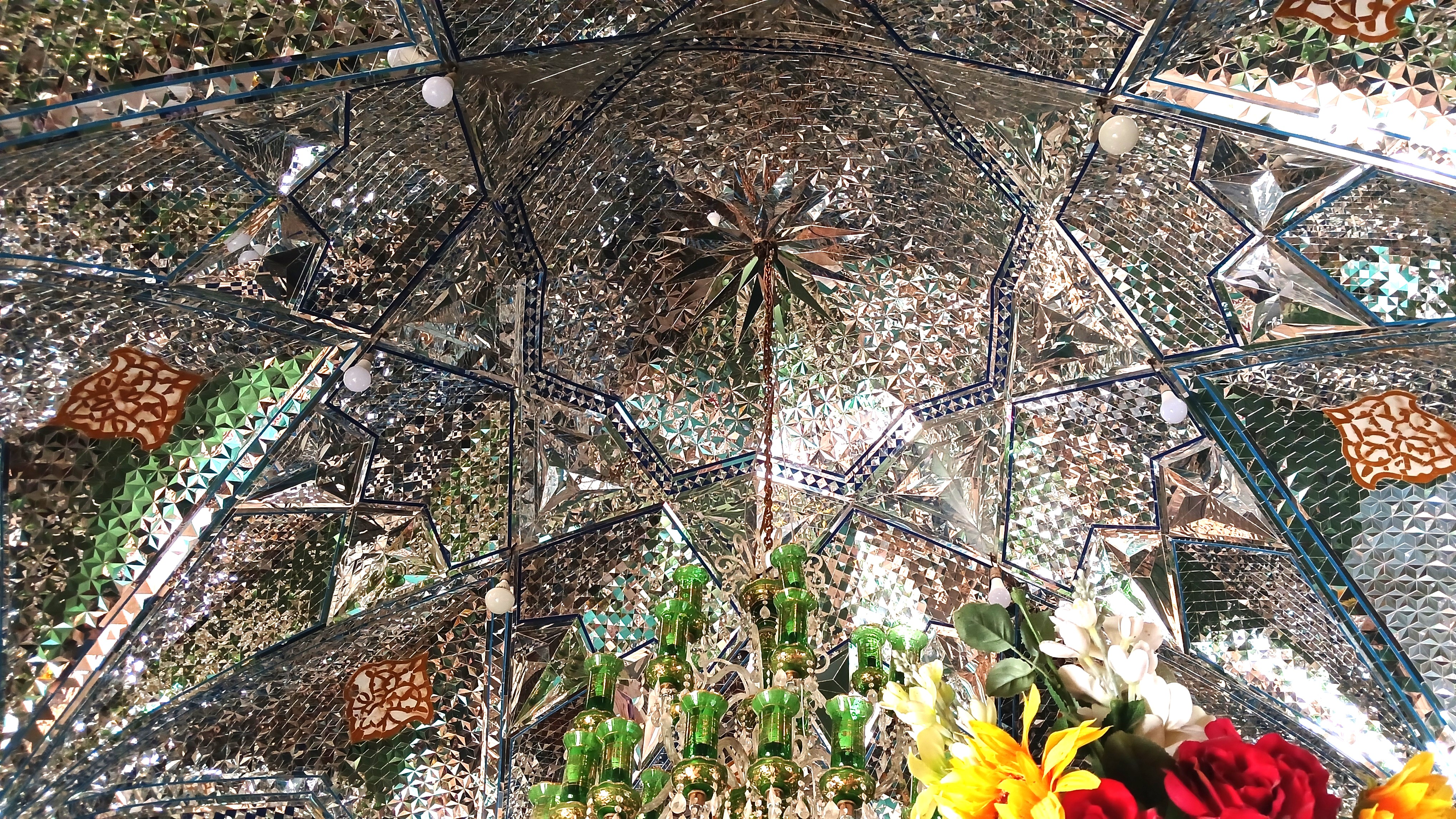
آینه‌کاری های زیبای زیر گنبد آرامگاه
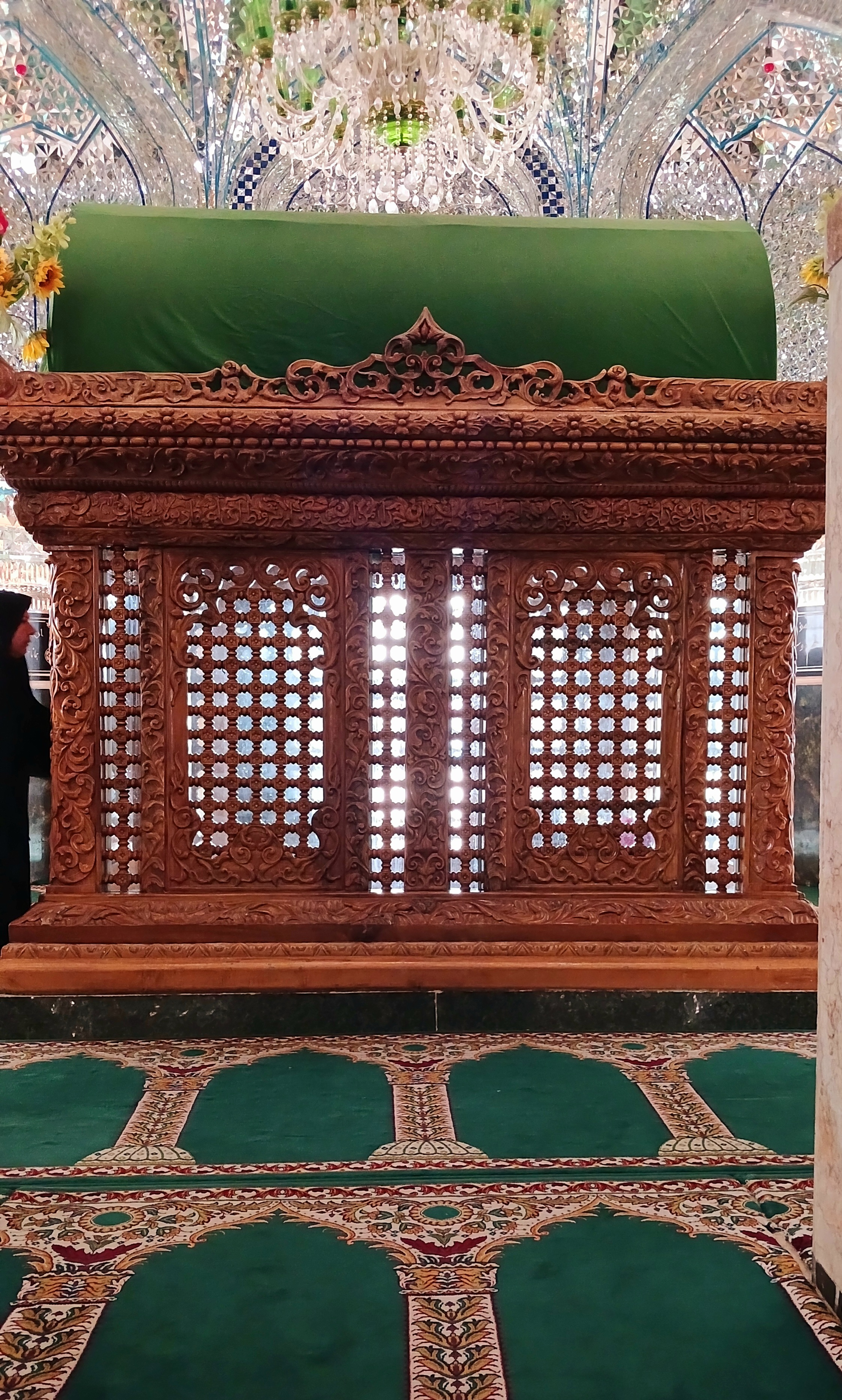
ضریح چوبی بسیار زیبای فضل ابن شاذان